# Pensacola Beach
Pensacola Beach è una comunità non incorporata situata sull'isola-barriera di Santa Rosa a sud di Pensacola, nella contea di Escambia, in Florida.

## Storia
Francisco Maldonado, tenente del Conquistador Hernando de Soto, visitò la zona durante le prime esplorazioni spagnole del Nord America. Gettò l'ancora nella baia di Pensacola per l'inverno del 1539-1540.
Nel 1559, Don Tristan de Luna y Arellano guidò il primo insediamento nella regione. Le sue 11 navi, con 1500 coloni, gettarono l'ancora nella baia e fondarono una colonia sul sito dell'attuale Naval Air Station Pensacola. Poco dopo il loro arrivo, il 15 agosto 1559, Frate Domenico dell'Annunciazione celebrò quella che si ritiene essere la prima funzione religiosa cristiana negli attuali Stati Uniti. Questo evento è commemorato da una lapide vicino al probabile luogo della funzione, a testimonianza dell'importanza storica del luogo come luogo di primi scambi religiosi e culturali.
Un uragano decimò la colonia poche settimane dopo, uccidendo centinaia di persone e affondando cinque delle 11 navi. Dopo una lunga carestia e combattimenti, questo primo insediamento fu definitivamente abbandonato nel 1561. Un presidio fu costruito sull'isola di Santa Rosa nel 1722, vicino al sito del più recente Fort Pickens. Gli uragani del 1741 e del 1752 ne costrinsero il trasferimento sulla terraferma.
Pensacola Beach rimase in gran parte inutilizzata per molti anni. Il Casino Resort fu la prima destinazione turistica costruita sull'isola (nell'attuale posizione di Casino Beach), dove si tennero una varietà di eventi speciali, tra cui concorsi di bellezza, tornei di pesca e incontri di pugilato, dagli anni '30 agli anni '50. Dotato di un bar, campi da tennis, stabilimenti balneari e un ristorante, fu un resort molto popolare fino alla sua chiusura negli anni '60.
Inizialmente, l'intera isola era di proprietà del governo federale. Al fine di promuovere le infrastrutture e la crescita dell'isola, il governo federale ha affittato i terreni che ora comprendono Pensacola Beach alla Santa Rosa Island Authority (SRIA), che a sua volta ha affittato la proprietà ai proprietari di case. Di conseguenza, tutte le strutture sull'isola hanno contratti di locazione rinnovabili di 99 anni con la SRIA, anziché la proprietà del terreno stesso.

## Clima
Sebbene generalmente più fresca rispetto alla maggior parte della Florida peninsulare, Pensacola Beach mantiene una temperatura più stabile tutto l'anno rispetto alle zone interne di Pensacola e della contea di Escambia. Pertanto, le temperature minime invernali sono di diversi gradi più alte rispetto a Pensacola e le massime estive sono generalmente più basse grazie alle acque circostanti.
Come molte isole, Pensacola Beach gode di brezze marine che iniziano verso mezzogiorno e terminano verso il tramonto in estate, e sono frequenti i temporali pomeridiani. La temperatura media varia dai 7 °C di gennaio ai 32 °C di luglio.

### Uragani
Essendo una comunità situata su un'isola barriera bassa, Pensacola Beach è vulnerabile agli uragani. È noto che le tempeste che toccano terra generano onde di tempesta sull'isola, danneggiando o distruggendo strutture artificiali e causando l'erosione delle spiagge. Nel 1995, due uragani toccarono terra sull'isola. L'uragano Erin toccò terra in agosto e l'uragano Opal si abbatté sull'isola solo due mesi dopo, livellando alcune dune e distruggendo diverse abitazioni.
Il 16 settembre 2004, l'uragano Ivan devastò l'area di Pensacola Beach, distruggendo oltre 650 abitazioni e danneggiandone molte altre. Ivan fu l'ultimo uragano a toccare terra in Florida nel 2004, una delle stagioni degli uragani più distruttive degli ultimi decenni.
Il 10 luglio 2005, l'uragano Dennis toccò terra tra Pensacola Beach e la parte orientale di Navarre. Tuttavia, come per Erin quasi un decennio prima, i danni a Pensacola Beach non sono stati così estesi come previsto.
Nel 2020, Pensacola Beach ha subito il peso maggiore della tempesta causata dall'uragano Sally, con danni estesi causati dal vento, inondazioni causate dalle mareggiate e oltre 510 mm di pioggia. Una sezione del Pensacola Bay Bridge (noto alla gente del posto come Three Mile Bridge) è stata distrutta durante l'uragano Sally.
L'isola è stata soggetta a ordini di evacuazione obbligatoria durante alcuni di questi uragani.

## Monumenti e luoghi di interesse
- Casino Beach – Il fulcro delle attività balneari, Casino Beach, a Pensacola Beach, prende il nome dal casinò originale che sorgeva in questo luogo ed è un popolare accesso alla spiaggia. La zona è costellata di ristoranti e aree di intrattenimento per famiglie. Si trova accanto al Gulf Pier, che con i suoi 445 metri è descritto come il molo più lungo del Golfo del Messico. La spiaggia è dotata di postazioni e bagnini, campi da pallavolo, snack bar e un ampio parcheggio. Il Gulfside Pavilion ospita la serie di concerti "Bands on the Beach" durante la stagione turistica estiva.
- Gulf Pier – Il Gulf Pier è considerato dai residenti un'icona di Pensacola Beach. È gestito dall'Escambia County Public Works e dalla Santa Rosa Island Authority. Oltre alla pesca, il molo offre la possibilità di ammirare la fauna marina come delfini e razze. È stato chiuso e ristrutturato diverse volte a causa dei danni causati da tempeste e uragani.
- Fort Pickens – Situato all'estremità occidentale dell'isola di Santa Rosa, Fort Pickens fu completato nel 1834 e utilizzato fino alla Seconda Guerra Mondiale, quando le armi moderne resero obsolete le tradizionali difese costiere. È aperto al pubblico nell'ambito del Gulf Islands National Seashore, con ingresso a pagamento; sono disponibili anche campeggi a pagamento.
- Insegna di benvenuto a Pensacola Beach – Un altro punto di riferimento storico è l'insegna vintage di Pensacola Beach, appena fuori Pensacola Beach, a Gulf Breeze. Era un'insegna al neon degli anni '60 che indirizzava gli automobilisti verso le viste "panoramiche" di Pensacola Beach sulla costa del Golfo del Messico, nonché verso le sue spiagge di sabbia bianca, i motel e i ristoranti. L'insegna è stata ristrutturata nel 2019 per assomigliare esattamente alla vecchia insegna, ma con luci a LED al posto dei neon.
- Torre dell'acqua – La torre dell'acqua dipinto a forma di pallone da spiaggia è un simbolo iconico di Pensacola Beach. Oggi non è più in uso, ma è stata preservata dalla città come monumento storico.

## Infrastrutture e trasporti
Escambia County Area Transit (ECAT) fornisce il trasporto in autobus sette giorni su sette.